# آملیا کمپ
آملیا کمپ (انگلیسی: Amelia Kemp؛ زادهٔ ) بازیکن فوتبال اهل انگلستان است که در پست مدافع برای ساندرلند بازی می‌کند.